# Leucofanita
La leucofanita es un mineral de la clase de los minerales silicatos. Fue descubierta en 1840 cerca de Larvik (Noruega), siendo nombrada a partir del griego leucos -blanco- y fanei -que parece-, en alusión a su color claro.

## Características químicas
Existe controversia acerca de su composición y sobre todo de su estructura química. Según la clasificación de Strunz sería un inosilicato con cuatro cadenas simples de tetraedros de sílice, mientras que según la clasificación de Dana se trata de un sorosilicato. En cualquiera de los dos casos es un complejo de silicato con aniones fluoruro, llevando como cationes aceptados en su fórmula por la Asociación Mineralógica Internacional: sodio, calcio y berilio. La presencia de otros elementos se consideran impurezas, de forma que suele tener: cerio, hidroxilo, aluminio, hierro, magnesio, potasio y agua.
Además, en cuanto al sistema cristalino en que está cristalizada, también hay división de opiniones, para unos es ortorrómbico disfenoidal mientras que para otros es triclínico pedial. Estudios posteriores deberán aclarar esto.

## Formación y yacimientos
Aparece en pegmatitas con sienita augita; también se ha encontrado en zonas de albitización en pegmatitas y en el contacto de rocas máficas alcalinas incluidas en esquistos carbonáceos con cuarzo del proterozoico.
Suele encontrarse asociado a otros minerales como: albita, ortoclasa, natrolita, analcima, sérandita, egirina, polilitionita, ancilita, astrofilita, catapleíta, epididimita, rodocrosita o fluorita.